# Сумський рафінадний завод
ВАТ Сумський рафінадний завод (СРЗ) — підприємство цукрової промисловості Російської імперії та Української РСР, а згодом України, збудоване 1869 року на околицях міста Суми.

## Історія
Сумський рафінадний завод був заснований в 1869 році відомим цукрозаводчиком та меценатом Іваном Харитоненком. Завод мав назву «Павловський», на честь сина його засновника.
У 1918—1924 роках, після початку радянської окупації України, завод ремонтував автомобілі й випускав сільськогосподарський інвентар, 1924 р. переробка цукрових буряків і виробництво цукру-рафінаду були відновлені. Того ж року завод перейменовано на Червонозоряний рафінадний завод (ЧРЗ, рос. КРЗ). Протягом свого існування неодноразово перебудований. Завод був одним із найпотужніших заводів в Європі.
Під час німецько-радянської війни обладнання заводу евакуйовано, будівлі заводу серйозно постраждали в ході бойових дій (1941—1943 рр). Після війни завод був відновлений і введений в експлуатацію, а 1946 року дав першу продукцію (цукор-пісок).
Станом на початок 1955 року, завод був одним з найбільших цукрових заводів СРСР. У 1957—1969 роках завод був реконструйований. 1969 — завод був нагороджений Орденом «Знак Пошани».
У 1980-х роках виробничі потужності заводу включали в себе сиропно-кристалізаційний, пресовий, механічний, паперовий, тарний, картонажний, будівельний і транспортний цехи.
Завод до розпаду СРСР 1991 року був найбільшим (поряд з Одеським) рафінадним заводом країни. Цукрова галузь була для Сумської області однією з бюджетоутворюючих. ЧРЗ забезпечував рафінадом спеціального очищення ВМФ СРСР і Міністерство шляхів сполучення СРСР (цукор в «вагонний» міні-упаковці). У звичайному цукрі від 95 до 98,5 відсотка сахарози, в рафінаді — 99,99 %.
В березні 1998 року завод, був перетворений у відкрите акціонерне товариство шляхом приватизації. В жовтні 1999 року за наказом Національного агентства України з управління державними корпоративними правами № 341 від 21.10.1999 року реорганізований у Відкрите акціонерне товариство «Сумський рафінадний завод».
2003 —2004 рр. підприємство перестає платити податки і страхові внески, накопичується заборгованість. Заводу відмовляють в податковій пільзі на землю, і замість 7 тис., сплачує 27 тис. гривень. Майно підприємства арештовується податковою службою. До кінця 2005 року тільки по податках підприємство заборгувало 1,5 млн грн.
У січні 2006 року було порушено справу про банкрутство СРЗ. Розпорядником майна ВАТ був арбітражний керуючий Олександр Мальований. 2006 —2007 рр. на СРЗ почали пресувати цукор, виготовляючи кубики, схожі на рафінадні. У той період підприємство очолював в.о. голови правління Сергій Москаленко, якого змінив Микола Середа. 18 квітня 2007 року Верховний господарський суд України припинив процедуру банкрутства ВАТ «Сумський рафінадний завод».
У період з 1998 по 2006 роки, збори акціонерів не проводилися жодного разу.
З 2006 по 2008 року СРЗ виплатив державі близько 10 млн грн. податків і відвантажував до 200 т цукру на місяць.
У 2008 —2009 рр. під час економічної кризи в Україні, СРЗ працював за контрактом з Чорноморським флотом Росії. В результаті завод спрацював за цим контрактом зі збитком у 200 000 гривень.
На початку 2012 року ухвалою господарського суду Сумської області від 06.03.2012 року порушено провадження про банкрутство відкритого акціонерного товариства «Сумський рафінадний завод».